# 미운 한국인
미운 한국인은 일본에 귀화한 전 중국 교포 작가 진원문(宋文文)의 책이다. 저자는 중국, 일본, 한국(조상은 한국인으로 중국에서 태어나 일본에서 오래 살았다)에서의 특별한 삶의 경험을 바탕으로 한국 국적의 추악한 면을 분석하고 한국(주로 대한민국의 경우) 많은 단점이 있습니다. 이 책은 비합리적으로 친한, 반한일 뿐만 아니라 한국을 이해하는 제3의 방식을 제시한다.

## 콘텐츠
한국은 못생긴 여자가 장애인이라 한국 화장품 산업이 발달한 이유는 대형 와이드 TV와 백과사전을 살 돈이 없어도 한국인들은 집에 가짜 모델을 세울 것이다. ; 한국인의 눈에는 한밤중 12시경에 아무 거리낌 없이 친구의 집 문을 두드리며 술을 마시게 하는 것은 비단 친구뿐만이 아니다. 무례한 행동이 아니라 '성장하지 못한 나라'라는 한국의 또 다른 면모를 날카로운 붓놀림으로 표현하기도 했다. , "차별 없는 큰 나라", 한국인의 이면에는 "서로 존중하는 건 나뿐이다", "서로 으스러뜨리다" 등.
1. ↑  [国际中心／综合报导 ,"妒日、厌中、贱己　韩人的丑陋可写成一本书 “http://www.nownews.com/2010/11/20/91-2666090.htm”] |url= 값 확인 필요 (도움말). |title=에 외부 링크가 있음 (도움말)